# جین لیوز
جین لیوز (انگلیسی: Jane Leeves؛ زادهٔ ۱۸ آوریل ۱۹۶۱) هنرپیشه اهل انگلستان است.

## فیلم‌شناسی
| سال  | فیلم                         | نقش             | توضیحات        |
| ---- | ---------------------------- | --------------- | -------------- |
| ۱۹۸۱ | از دیدن شما خوشحالم          | اجراکننده       | فیلم تلویزیونی |
| ۱۹۸۳ | معنای زندگی از مانتی پایتون  | رقصنده          | نامش ذکر نشده  |
| ۱۹۸۳ | گرسنگی                       |                 | نامش ذکر نشده  |
| ۱۹۸۵ | برای زندگی و مرگ             | سرنا            |                |
| ۱۹۹۲ | فقط بیابان                   | ایمی فیلیپس     |                |
| ۱۹۹۴ | مستر رایت                    | وایلی           |                |
| ۱۹۹۴ | معجزه در خیابان سی و چهارم   | آلبرتا لئونارد  |                |
| ۱۹۹۶ | جیمز و هلوی غول‌پیکر          | کفش‌دوزک         | صداپیشه        |
| ۱۹۹۶ | ساعت پاندورا                 | ریچل شروود      | فیلم تلویزیونی |
| ۱۹۹۶ | جنگ بزرگ و شکل‌گیری قرن بیستم | کارولین وب      | صداپیشه        |
| ۱۹۹۹ | قلبم را نشکن                 | جولیت گازلینگ   |                |
| ۱۹۹۹ | موسیقی قلب                   | دوروتیا ون هفتن |                |
| ۲۰۰۳ | اتفاق                        | مونا            |                |
| ۲۰۰۶ | گارفیلد ۲                    | اینی            | صداپیشه        |
| ۲۰۰۹ | مزخرف بی‌پایان                | لیو             |                |